# 名古屋市立一色中学校
名古屋市立一色中学校（なごやしりつ いしきちゅうがっこう）は、愛知県名古屋市中川区一色新町一丁目にある公立中学校。

## 歴史

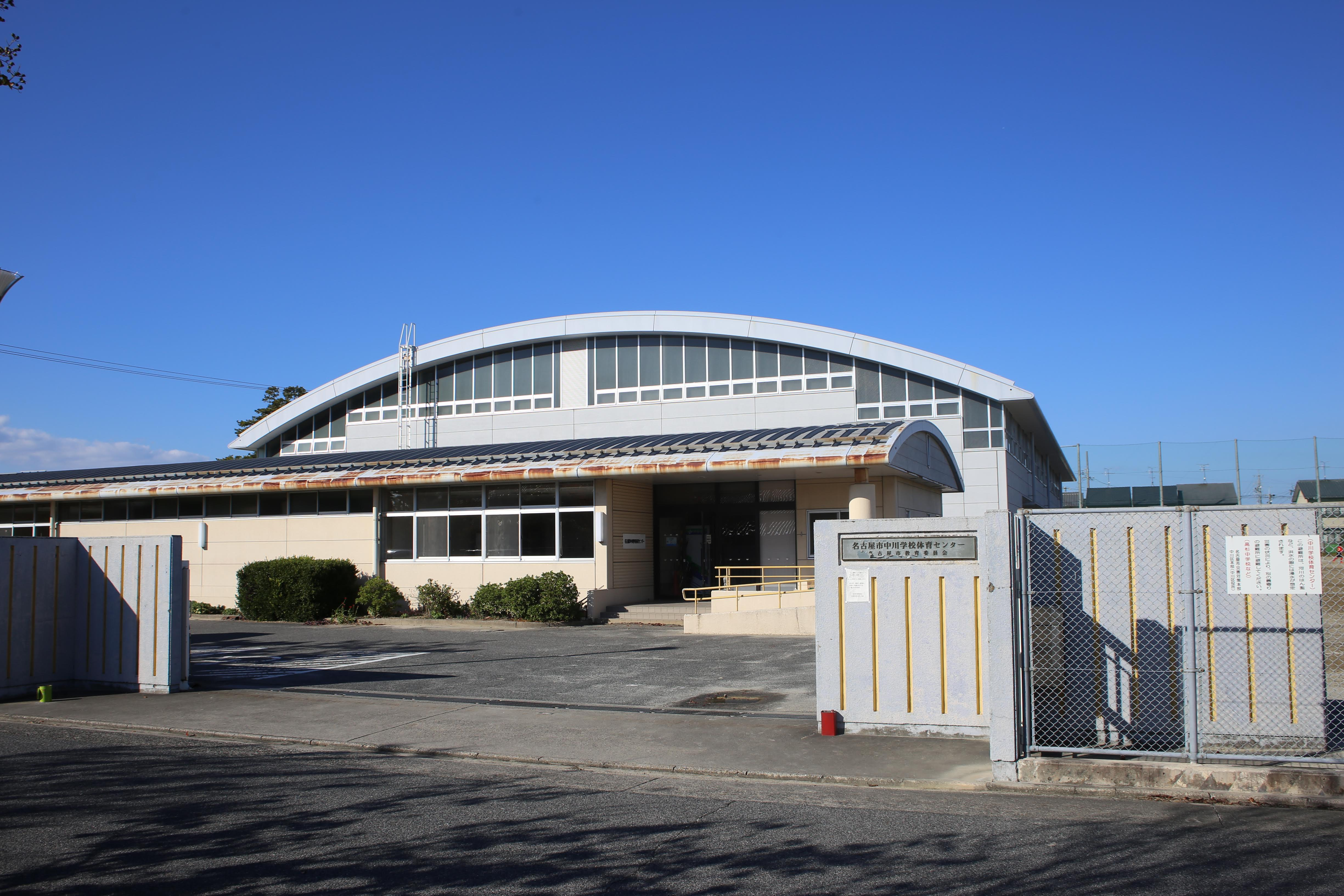
旧校地に建つ名古屋市中川学校体育センター（2018年11月）

1947年（昭和22年）の学制改革による新制中学校の成立に伴い、名古屋市立正色小学校・名古屋市立荒子小学校・旧平野青年学校の各校地を借用し、名古屋市立一色中学校として創立された。翌年には愛知県立惟信高等学校の一部を借用することになり、同地においてはじめて統合されることとなった。
独立校舎をもったのは1951年（昭和26年）に至ってのことであり、校地は現在名古屋市中川学校体育センターとなっている場所であった。現在の校地に移転したのは1985年（昭和60年）のことである。

### 沿革
- 1947年（昭和22年） - 学校創立[WEB 1]。
- 1948年（昭和23年） - 惟信高校において統合[WEB 1]。
- 1951年（昭和26年） - 独立校舎完成[WEB 1]。
- 1964年（昭和39年） - 特殊学級設立[WEB 1]。
- 1978年（昭和53年） - 名古屋市立五反田小学校創立に伴い、同校学区を学区に編入[WEB 1]。
- 1985年（昭和60年） - 校舎を新築移転[WEB 1]。

### 生徒数の変遷
『愛知県小中学校誌』（2018年）によると、生徒数の変遷は以下の通りである。
| 1947年（昭和22年） | 959人 |  |
| 1957年（昭和32年） | 779人 |  |
| 1967年（昭和42年） | 554人 |  |
| 1977年（昭和52年） | 593人 |  |
| 1987年（昭和62年） | 642人 |  |
| 1997年（平成9年）  | 411人 |  |
| 2007年（平成19年） | 352人 |  |
| 2017年（平成29年） | 300人 |  |

## 部活動
部活動として2017年（平成29年）度は、野球部（男女）・サッカー部（男子）・バレーボール部（女子）・バスケットボール部（男女）・水泳部（男女）・ソフトテニス部（女子）・卓球部（男子）・ブラスバンド部（男女）がそれぞれ活動を行った。

## 通学区域
名古屋市教育委員会は、通学区域として正色小学校区および五反田小学校区を指定している。
創立当初の学区は正色小学校区に加え、荒子小学校および昭和橋小学校の学区も含まれていた。翌年5月の一柳中学校開校に伴って、荒子・昭和橋学区については同校学区に編入されたため、以降正色学区のみをその通学区域としていた。
1978年（昭和53年）に正色小学校および荒子小学校区の各一部を編入した五反田小学校が成立すると同校学区を編入している。
ただし、『中川区史』によれば五反田小学校の卒業生は通学至便な助光中学校にも通学することができるという通学協定が存在していたとされる。また実際にこれを利用し、約9割の卒業生が助光中学校に進学していたともされる。この状況は前述の通り、1985年（昭和60年）に校地を移転するまで続いた。

## 交通アクセス
学校周辺には名古屋市営バス（市バス）と三重交通バス（三交バス）が、それぞれ停留所を設置している。
市バスは「権野」停留所と「三日月住宅」停留所が最寄りであり、権野停留所には名駅20号系統・幹神宮2号系統・高畑14号系統が、三日月住宅停留所には高畑15号系統・高畑17号系統・金山20号系統がそれぞれ通過する。
三交バスは国道1号上に「一色大橋」停留所を設置している。